# Trójmiasto

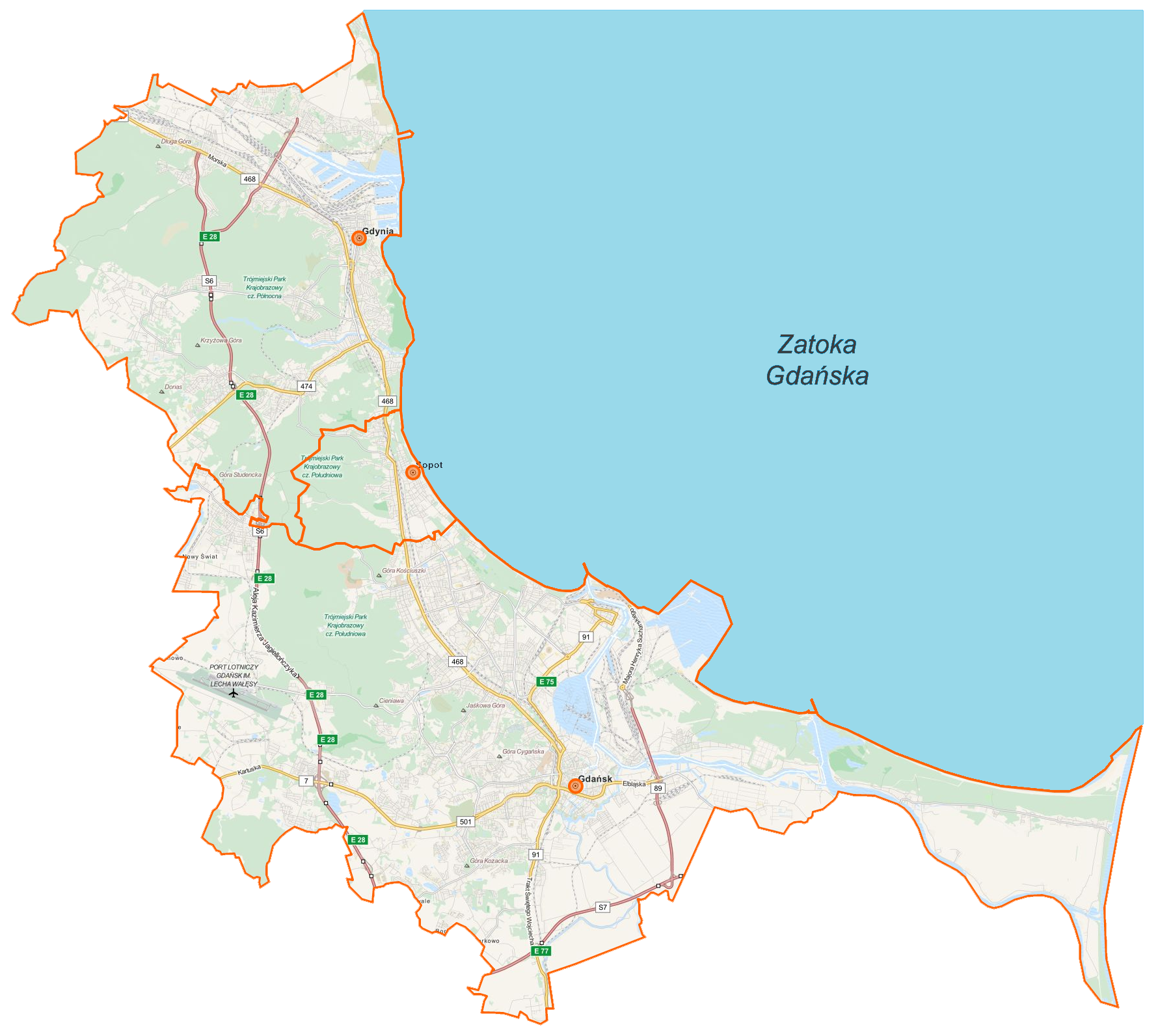
Mapa Trójmiasta

Trójmiasto (kaszub. Trzëgard) – policentryczny ośrodek metropolitalny, obejmujący trzy połączone miasta: Gdańsk, Sopot i Gdynię. Położony w północnej Polsce, nad Zatoką Gdańską obejmuje obszar o powierzchni 1102,27 km² zamieszkały przez 760 463 osoby (stan na 1 stycznia 2024 r.). Stanowi także centralną część aglomeracji trójmiejskiej.
W dniu 28 marca 2007 Trójmiasto przestało być wyłącznie pojęciem potocznym, stało się bowiem obszarem udokumentowanym za pomocą podpisanej tego dnia Karty Trójmiasta.

## Położenie
Trójmiasto leży na północy Polski nad Zatoką Gdańską i Zatoką Pucką w województwie pomorskim. Położone na Pobrzeżu Gdańskim i Pojezierzu Wschodniopomorskim, otoczone jest częściowo przez wzgórza Pradoliny Kaszubskiej. W jego granicach znajduje się również duża część Trójmiejskiego Parku Krajobrazowego, obejmująca w większości tereny leśne Trójmiasta. Najwyższym punktem Trójmiasta jest Wzgórze Donas o wysokości 206,5 m n.p.m. w gdyńskiej dzielnicy Dąbrowa. Na jego wschodnim (niższym) wierzchołku znajduje się wieża telekomunikacyjna „Idea Góra Donas”, na której znajduje się platforma widokowa. Wysokość wieży wynosi 70 m, natomiast taras widokowy znajduje się na wysokości 26,5 m.
Powierzchnia Gdańska, Gdyni i Sopotu wynosi 1102,27 km² (stan na 1 stycznia 2024), aczkolwiek jeszcze równe dwa lata wcześniej Trójmiasto obejmowało obszar 418,43 km². Zmiana powierzchni jest wynikiem przesunięcia granic miast z linii brzegowej do linii podstawowej morza terytorialnego. Tym samym ponad połowa obszaru Trójmiasta znajduje się pod wodą.

## Historia

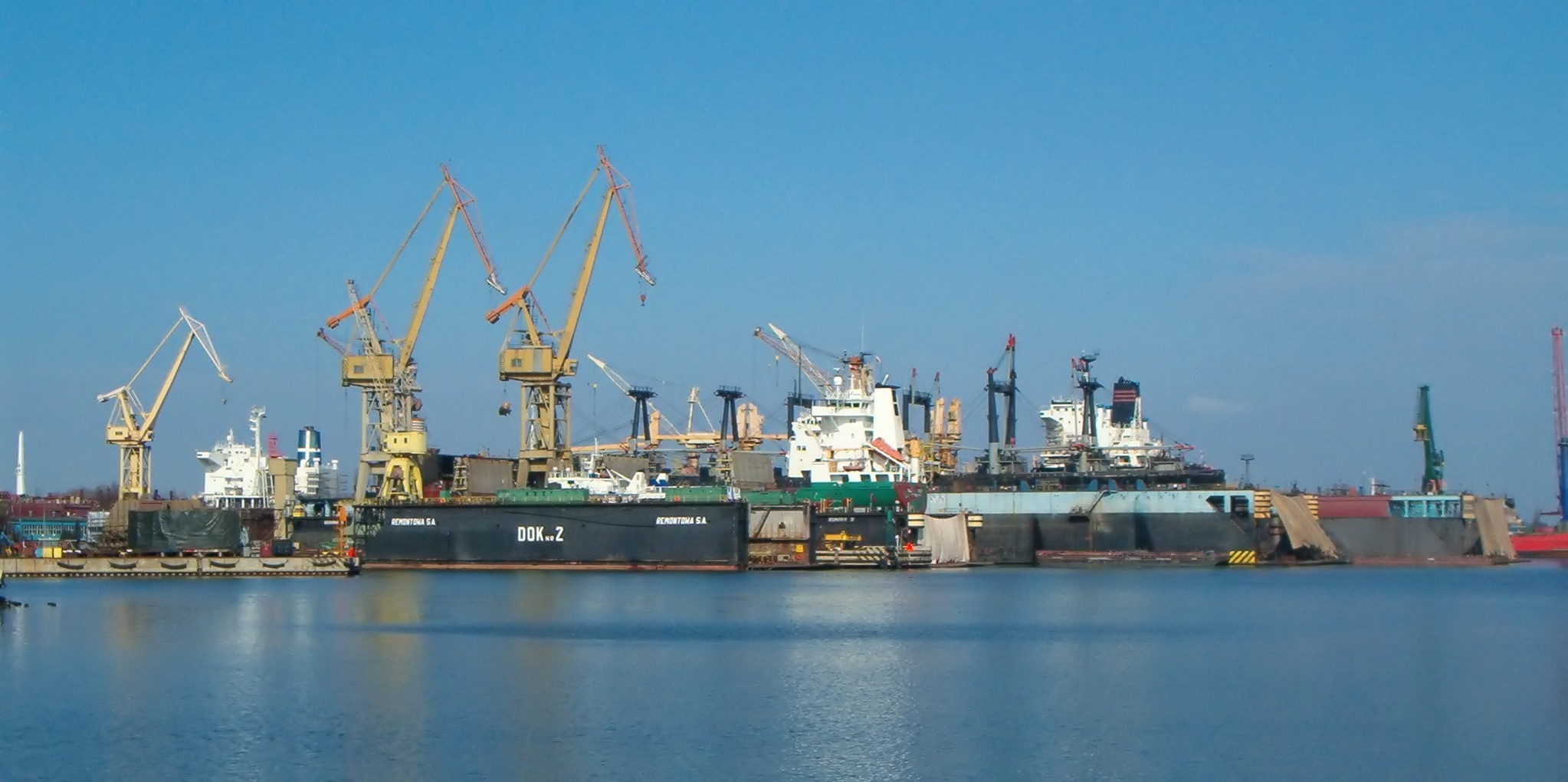
Gdańska Stocznia „Remontowa”

Gdańsk, Sopot i Gdynia po raz pierwszy znalazły się w obrębie jednego organizmu państwowego jesienią 1939 roku, gdy wszystkie trzy miasta zostały wcielone do III Rzeszy. Totalitarny charakter państwa (m.in. centralnie planowana gospodarka) i okres wojny sprzyjał podejmowaniu decyzji ujednolicających aglomerację. Portom w Gdyni i w Gdańsku nadano różne, uzupełniające się funkcje, utworzono także spółkę zarządzającą obydwoma portami. Zmieniono nazwę spółki akcyjnej, posiadającej monopol na obsługę komunikacji zbiorowej, i rozszerzono jej działanie na sąsiadującą Gdynię.
Po wojnie ponawiane były próby połączenia trzech miast w jedno. W listopadzie 1945 r. na konferencji z udziałem wiceministra Administracji Publicznej Aleksandra Żaruk-Michalskiego, wyartykułowano pomysł połączenia miast w jeden organizm. W lutym 1946 r. ze strony Urzędu Wojewódzkiego w Gdańsku przesłano już skonkretyzowane pismo z prośbą do gdańskiej Miejskiej Rady Narodowej o zajęcie stanowiska. W uchwale z 9 lipca tego roku podjęto decyzję o połączeniu Gdańska, Sopotu i Gdyni w jedną całość. Pojawiły się też pomysły zakładające np. wydzielenie nowej jednostki z woj. gdańskiego na tej samej zasadzie, jak wydzielone było miasto stołeczne Warszawa. Jednakże projekt nie został wdrożony w życie, gdyż pod koniec roku gdyńska Miejska Rada Narodowa nie zgodziła się na jego realizację.
Jesienią 1946 r. wyodrębniono specjalne biuro z Regionalnej Dyrekcji Planowania Przestrzennego w celu opracowania tzw. planu GD – mającego na celu zagospodarowanie połączonego zespołu portowo-miejskiego Gdańsk-Gdynia. Plan został ukończony w 1948 r., ale wiele jego założeń nie zostało zrealizowanych.
W późniejszych latach powstało kilka podmiotów, które realizowały swoje cele na terenie całego Trójmiasta, traktując trzy miasta jako jeden organizm. W marcu 1946 r. powstały Międzykomunalne Zakłady Komunikacyjne Gdańsk-Gdynia, organizujące transport publiczny na terenie Gdańska, Sopotu i Gdyni. Na początku lat 50. utworzono wspólny zarząd dla portu w Gdyni i w Gdańsku, a dziesięć lat później doszło do założenia Wydziału Kultury Trójmiasta.
Obecnie Trójmiasto jest często postrzegane jako de facto jedno miasto i trzon aglomeracji trójmiejskiej, w której głównym ośrodkiem jest Gdańsk, którego funkcje uzupełniają Sopot i Gdynia.

## Ludność
| Herb | Flaga | Miasto     | Liczba ludności (2024) [osób] | Powierzchnia (2024) [km²] | Gęstość zaludnienia (2024) [osób/km²] |
| ---- | ----- | ---------- | ----------------------------- | ------------------------- | ------------------------------------- |
|      |       | Gdańsk     | 487 371                       | 683                       | 714                                   |
|      |       | Gdynia     | 241 189                       | 391,51                    | 616                                   |
|      |       | Sopot      | 31 903                        | 27,76                     | 1149                                  |
|      |       | Trójmiasto | 760 463                       | 1102,27                   | 690                                   |

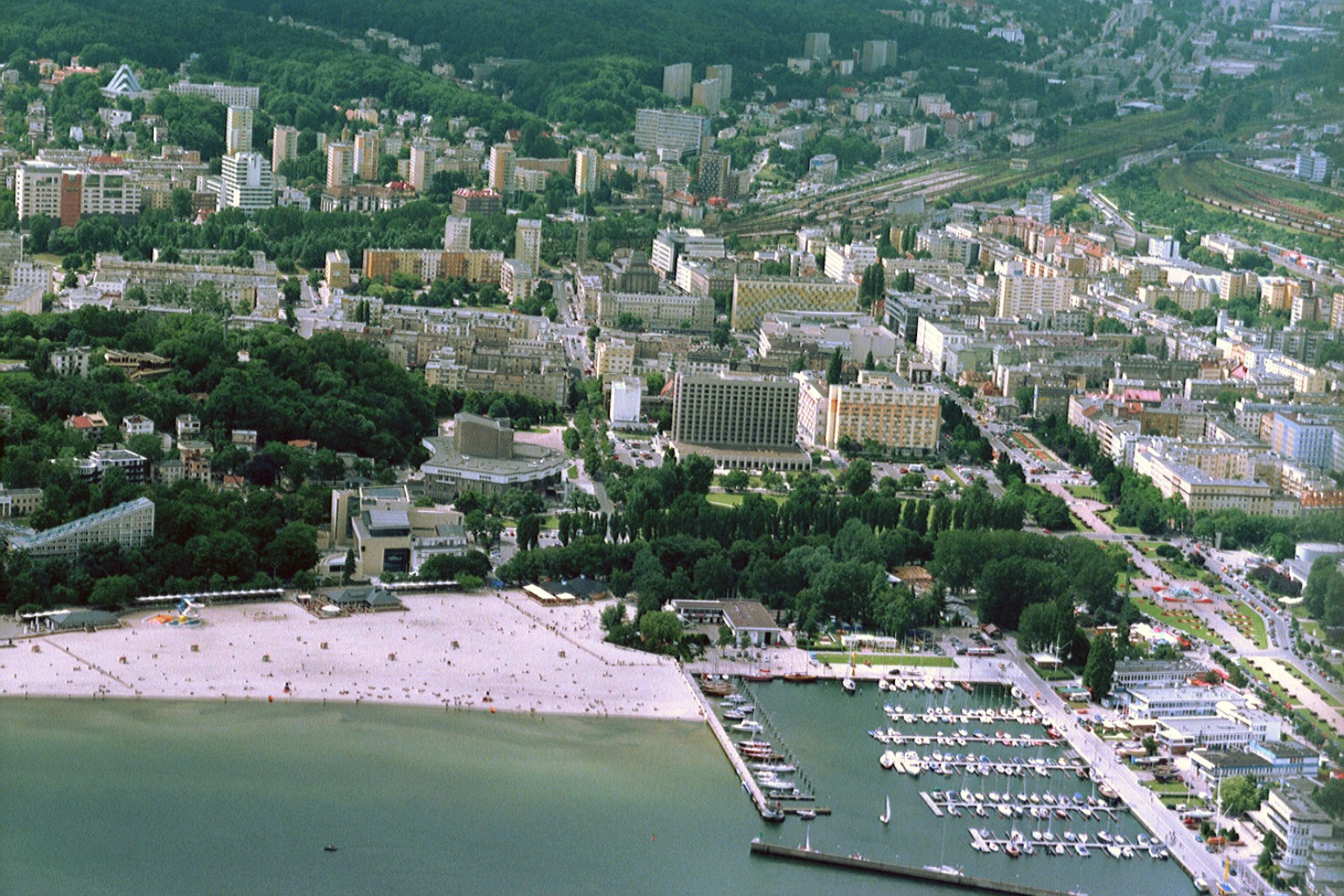
Śródmieście Gdyni

Ulica Chylońska w Gdyni ma najwięcej mieszkańców w całym Trójmieście. W czwartym kwartale 2016 r. liczba osób zameldowanych wynosiła 7046.
Największą dzielnicą w Trójmieście pod względem populacji jest gdański Chełm, w którym na początku 2018 r. było 50 582 zameldowanych mieszkańców.
Według danych GUS z 2019 roku w Trójmieście oraz jego bezpośrednim sąsiedztwie zamieszkiwało ok. 990 tysięcy osób, jednakże w badaniach prowadzonych jesienią tego samego roku na podstawie aktywności użytkowników telefonii komórkowej liczbę tę oszacowano na 1,09 mln, wskazując na niedoszacowanie populacji mieszkańców.

## Aglomeracja

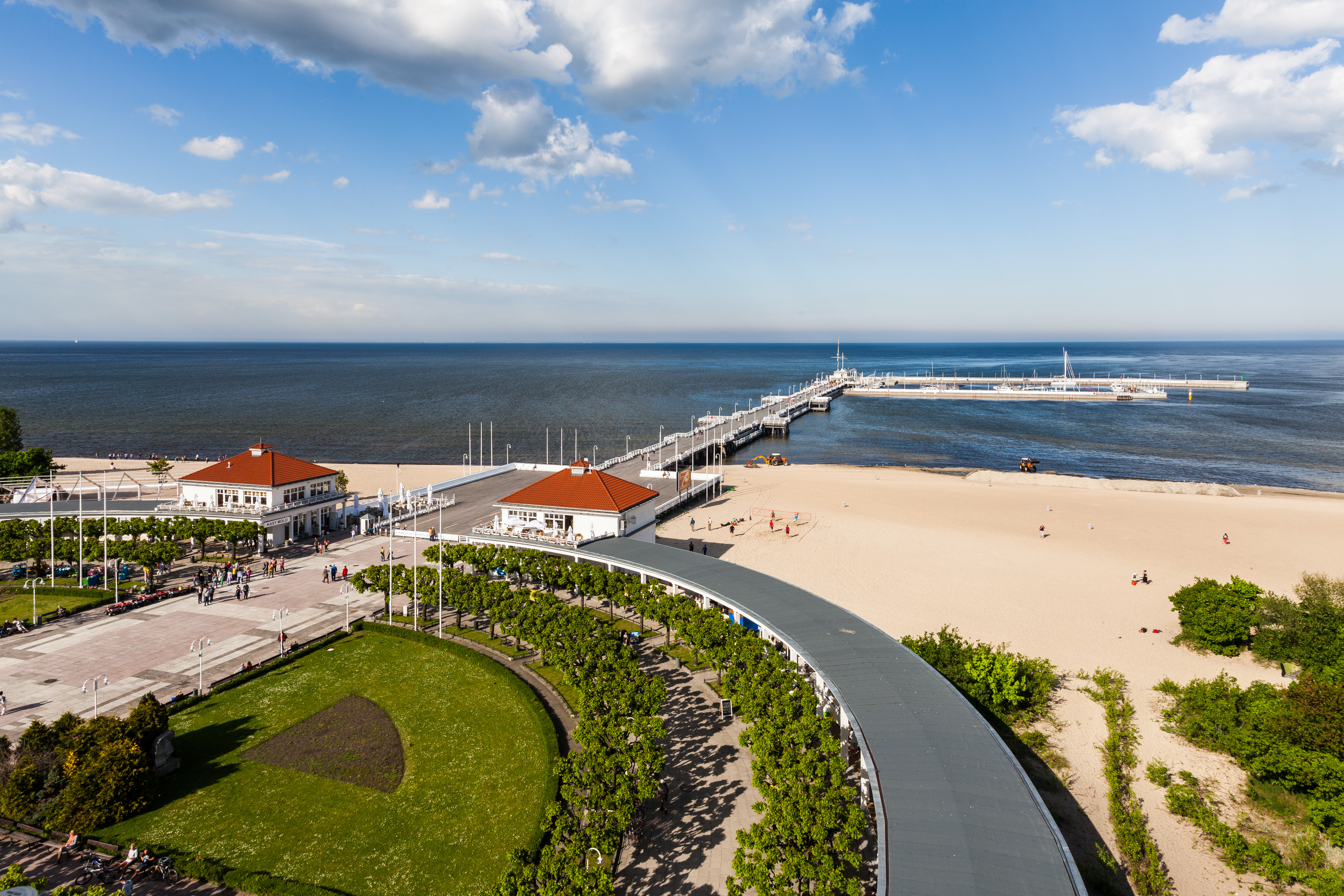
Molo w Sopocie

Trójmiasto tworzy policentryczny obszar miejski, będący centrum aglomeracji. W zależności od przyjętej koncepcji w jej skład wchodzą różne gminy, czasami nawet bardzo oddalone od samego Trójmiasta (np. wg koncepcji urzędu marszałkowskiego do aglomeracji należą m.in. Hel i Jastarnia, a według P. Swianiewicza i U. Klimskiej do tego obszaru można zaliczyć Krynicę Morską, w przeciwieństwie do Mierzei Helskiej). Zazwyczaj przyjmuje się, że aglomerację tworzą oprócz Gdańska, Gdyni i Sopotu sąsiadujące z nimi wybrane gminy (mające niekiedy status miasta), często pełniące funkcję tzw. sypialni, jak np. Rumia, Pruszcz Gdański, Tczew czy Żukowo.

## Transport

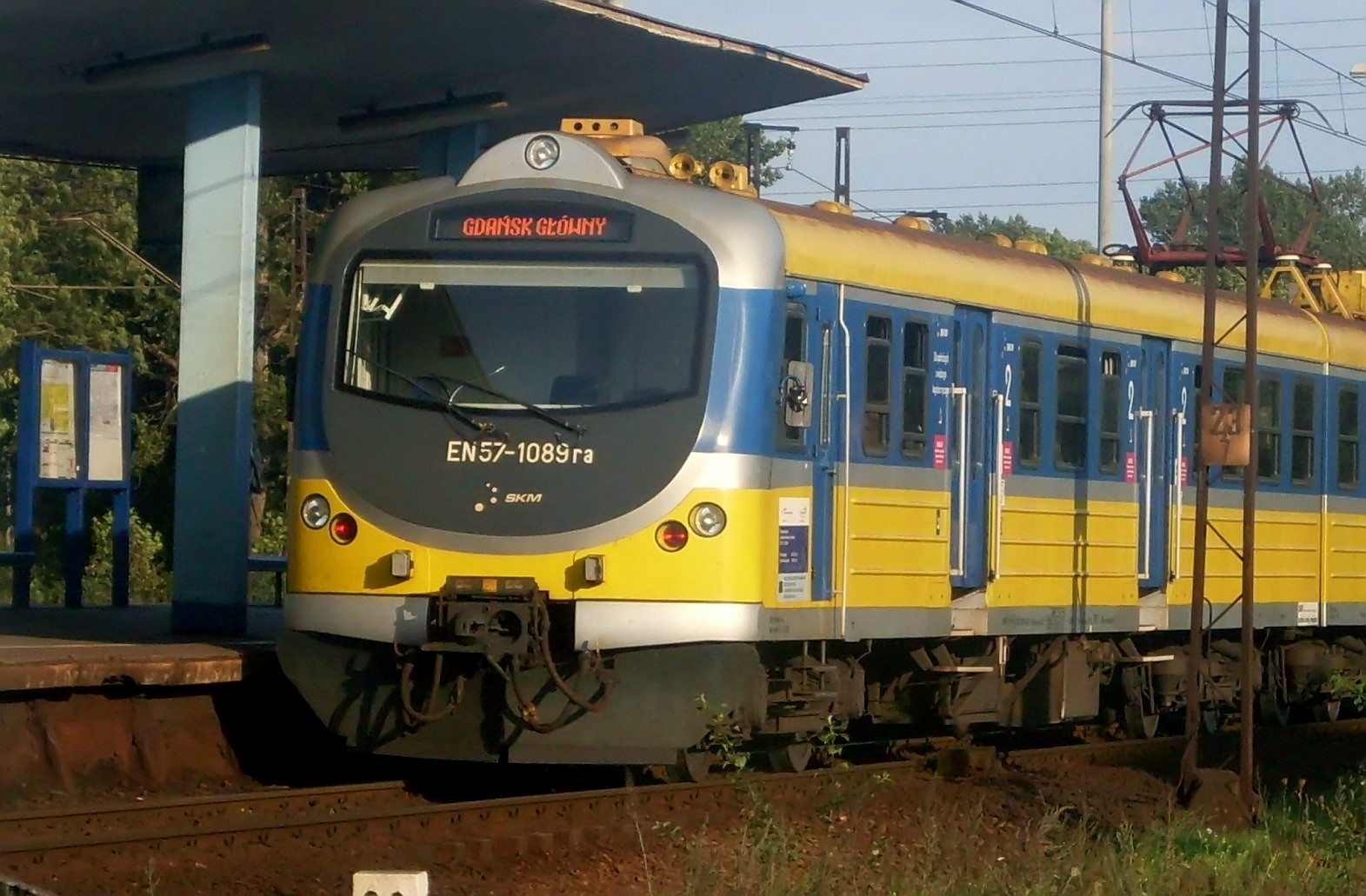
Trójmiejska kolej SKM

Trójmiasto jest połączone siecią dróg i kolei miejskiej. Komunikację zbiorową organizują niezależne zarządy ZTM Gdańsk i ZKM Gdynia oraz PKP SKM Trójmiasto.

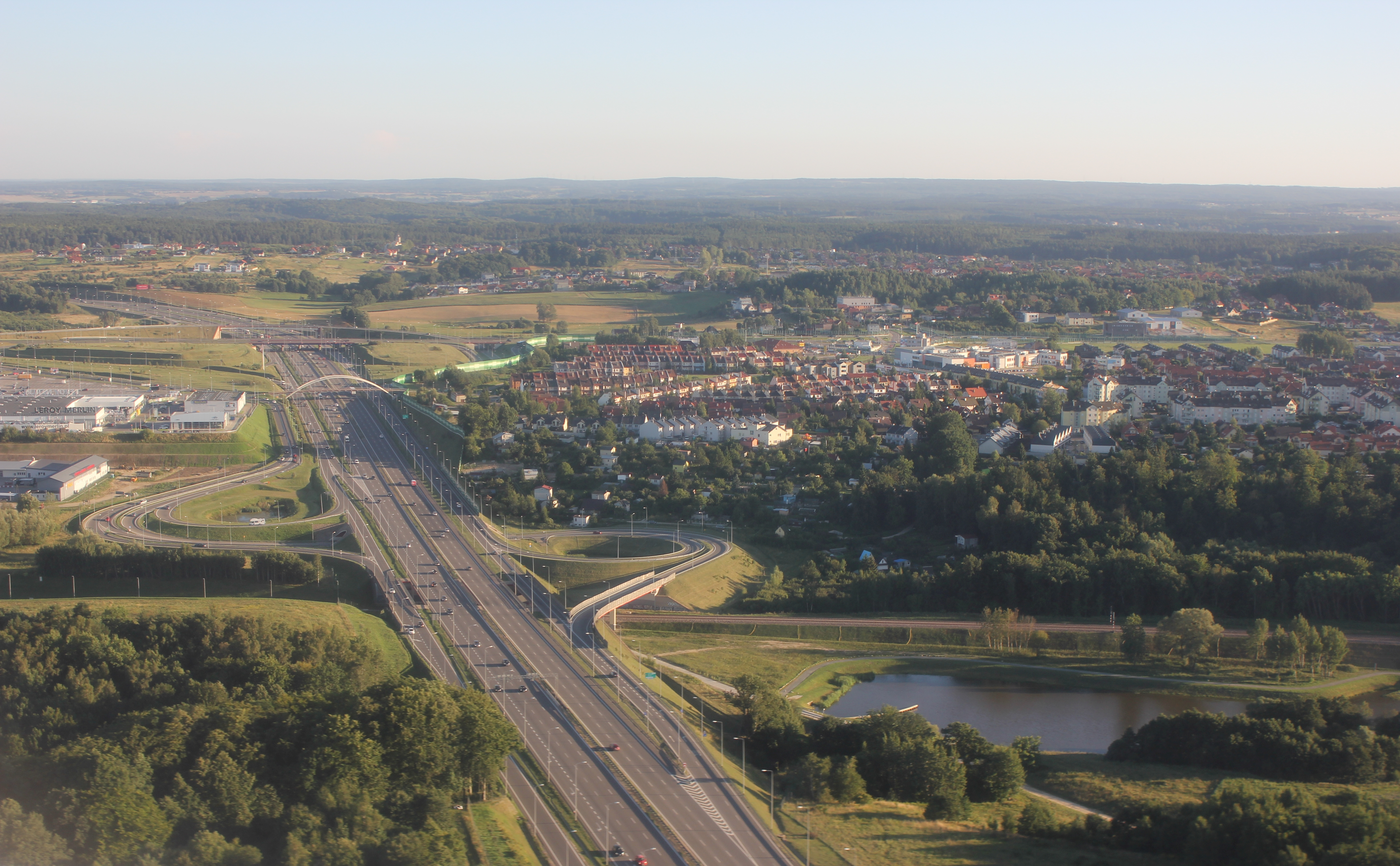
Obwodnica Trójmiasta (droga ekspresowa S6)

Aglomeracja trójmiejska objęta jest wspólnym (również elektronicznym) biletem metropolitalnym, obejmującym wszystkich przewoźników miejskich na terenie Trójmiasta i Małego Trójmiasta Kaszubskiego. Częstotliwość kursowania SKM w Trójmieście w szczycie przewozowym wynosi 7–8 minut, a poza szczytem 10–20 minut (nie licząc godzin nocnych). SKM Trójmiasto przewozi rocznie ok. 40 mln pasażerów. Zbudowana jest kolejna linia systemu szybkiej kolei miejskiej pod nazwą Pomorska Kolej Metropolitalna. Ma ona za zadanie połączyć centra miast Gdyni i Gdańska z ich zachodnimi dzielnicami oraz z lotniskiem w Gdańsku. Zamierzeniem zarządzających powstającą linią jest też przywrócenie ruchu na zamkniętych dziś liniach kolejowych w regionie Kaszub, w tym do Kartuz i Bytowa, oraz przywrócenie bezpośredniego połączenia Gdańska z Kościerzyną. Pomorze ma zyskać zatem kolejowego przewoźnika regionalnego, co ma znacznie przyczynić się do rozwoju komunikacji z Trójmiastem.
Oprócz kolei, zarządy komunikacji miejskiej dysponują środkami transportu takimi jak autobusy, tramwaje, tramwaje wodne (wykonujące kursy do Helu oraz Jastarni w okresie letnim) oraz trolejbusy, stanowiąc przy tym jeden z trzech ośrodków w Polsce, w którym dziś można spotkać się z eksploatacją tego typu pojazdów.
Od Gdyni do Pruszcza Gdańskiego w kierunku północ-południe przebiega Obwodnica Trójmiasta o długości 38,6 km, która jest częścią drogi krajowej nr 6, na tym odcinku stanowiąc drogę ekspresową S6. Na południu Trójmiasta zaś znajduje się wybudowana w 2012 r. Południowa obwodnica Gdańska, ekspresowa droga krajowa S7. Planuje się w latach 2015–2020 wybudowanie odcinka Obwodnicy Północnej Aglomeracji Trójmiasta, która byłaby przedłużeniem drogi S6 i stanowiła objazd dla zatłoczonych w okresie letnim miast Rumi i Redy, przez które prowadzi kołowy szlak na Mierzeję Helską.
Trójmiasto posiada port lotniczy Gdańsk im. Lecha Wałęsy, który w 2007 roku obsłużył 1,715 mln pasażerów, a w 2016 – 4,010 mln. W kwietniu 2012 otwarty został drugi terminal, który umożliwia lotnisku obsłużenie ok. 5 mln pasażerów rocznie.
Na terenie Trójmiasta działają również firmy zajmujące się systemami wspólnego użytkowania pojazdów (w stylu car-sharing), takie jak: 4Mobility, CityBee, Panek CarSharing, Traficar (samochody), Ecoshare, HopCity (dawniej: Jedenślad), Blinkee (elektryczne skutery). W roku 2019 w Trójmieście działał również system współdzielonego roweru miejskiego Mevo, który dnia 30 października 2019 wstrzymał swoją działalność, wracając we wrześniu 2023 roku z nową flotą rowerów elektrycznych.

## Oświata
W Trójmieście i najbliższych okolicach swą siedzibę mają 24 uczelnie z największym Uniwersytetem Gdańskim na czele. W 2006 roku studiowało na nich ok. 84 500 studentów. W Gdyni znajdują się również Uniwersytet Morski oraz Akademia Marynarki Wojennej.
III Liceum Ogólnokształcące im. Marynarki Wojennej w Gdyni od wielu lat utrzymuje się w czołówce rankingów szkół średnich, zajmując w 2022, 2023 oraz 2024 roku pierwsze miejsce w województwie pomorskim oraz piąte w Polsce wśród liceów w Rankingu Perspektyw. W 2024 roku w pierwszej dwudziestce krajowego zestawienia znalazło się również V Liceum Ogólnokształcące im. Stefana Żeromskiego w Gdańsku.
W Trójmieście znajdują się również dwie z czterdziestu szkół w Polsce z certyfikatem IB – wspomniana powyżej „gdyńska trójka” i III Liceum Ogólnokształcące im. Bohaterów Westerplatte w Gdańsku.